# Chloe Amour
Chloe Amour (San Antonio, Texas; 30 de mayo de 1991) es una actriz pornográfica y modelo erótica estadounidense.

## Biografía
Chloe Amour, nombre artístico de Chloe Michele, nació en la ciudad texana de San Antonio, en el seno de una familia de ascendencia mexicana, española y nativoamericana, concretamente cheroqui. En 2012 se dio a conocer cuando mandó unas fotos suyas para la revista Playboy, que posteriormente fueron publicadas. La agencia Mötley Mödels obtuvo las fotografías y contactó con Chloe interesados en que formara parte de su agenda.
Fue así como obtuvo su primer contrato para grabar una escena para la productora FTV Girls en Phoenix (Arizona) el 31 de marzo de 2013, que fue Domingo de Pascua. Debutó como actriz pornográfica pocas semanas antes de cumplir los 22 años de edad. Ha trabajado para productoras como Evil Angel, Reality Kings, Wicked, Tushy, Girlsway, Mofos, Blacked, Girlfriends Films, Penthouse, Zero Tolerance, Hustler, New Sensations, SexArt, Digital Sin, Elegant Angel, Brazzers o Naughty America.
En 2015 entró en el circuito de los premios de la industria pornográfica, al destacar las nominaciones en los Premios AVN a Mejor escena de sexo lésbico en grupo por All Girl Adventure: RV Edition, y en los Premios XBIZ a Mejor actriz revelación.
Al año siguiente consiguió nueva dupla de nominaciones, al destacar en los AVN a la Mejor escena de trío M-H-M por Sex Kittens, y en los XBIZ a la Mejor escena de sexo en película lésbica por Young and the Rest of Us.
En 2017 logró otras dos nominaciones en los AVN a Mejor escena de sexo lésbico en grupo por Lick It Good y a Mejor actuación solo / tease por Oil Overload 15. En 2018 fue nominada a Mejor actriz por su papel en Love For Sale 2.
Ha aparecido en más de 670 películas como actriz.
Algunos de sus trabajos son 2 Girls Are Better Than 1, Cumming Together, Dirty Masseur 9, Eva's Adventures, Footprints, Girl On Girl Milk, Hands-On Experience, Lesbian Desires 3, Perfectly Natural 3, Real Slut Party 24, Sensual Moments 3, Sorority Slampieces o Three Of Us.

## Premios y nominaciones
| Año  | Ceremonia         | Resultado | Premio                                       | Trabajo                        |
| ---- | ----------------- | --------- | -------------------------------------------- | ------------------------------ |
| 2013 | Sex Awards        | Nominada  | Hottest New Girl                             | —                              |
| 2014 | Premios AVN       | Nominada  | Premio fan: Actriz debutante más prometedora | —                              |
| 2015 | Premios AVN       | Nominada  | Mejor escena de sexo lésbico en grupo        | All Girl Adventure: RV Edition |
| 2015 | Premios AVN       | Nominada  | Premio fan: Culo más caliente                | —                              |
| 2015 | Premios XBIZ      | Nominada  | Mejor actriz revelación                      | —                              |
| 2016 | Premios AVN       | Nominada  | Mejor escena de trío M-H-M                   | Sex Kittens                    |
| 2016 | Premios XBIZ      | Nominada  | Mejor escena de sexo en película lésbica     | Young and the Rest of Us       |
| 2017 | Premios AVN       | Nominada  | Mejor escena de sexo lésbico en grupo        | Lick It Good                   |
| 2017 | Premios AVN       | Nominada  | Mejor actuación solo / tease                 | Oil Overload 15                |
| 2017 | Premios AVN       | Nominada  | Premio fan: Culo más caliente                | —                              |
| 2017 | Spank Bank Awards | Nominada  | Best DSL                                     | —                              |
| 2017 | Spank Bank Awards | Nominada  | Cumback of the Year                          | —                              |
| 2017 | Spank Bank Awards | Nominada  | DP Dynamo of the Year                        | —                              |
| 2017 | Spank Bank Awards | Nominada  | Prettiest Whore Mouth                        | —                              |
| 2018 | Premios AVN       | Nominada  | Mejor actriz                                 | Love For Sale 2                |
| 2025 | Premios AVN       | Nominada  | Mejor escena POV de sexo                     | The Panty Problem              |
| 2025 | Premios XMA       | Nominada  | Mejor escena de sexo en película gonzo       | Hookup Hotshot: E-Girls 17     |